# Aldo Leopold
Aldo Leopold (Burlington, EUA, 11 de gener de 1887 – Baraboo, EUA, 21 d'abril de 1948) va ser un filòsof, científic, ecòleg, guardabosc, conservacionista i activista ecologista estatunidenc. Treballà com a professor a la Universitat de Wisconsin i es va fer famós pel seu llibre A Sand County Almanac (1949), del qual s'han venut més de dos milions de còpies.
Leopold va influir en el desenvolupament de la moderna ètica mediambiental i en el moviment per a la conservació de la fauna salvatge. La seva ètica naturalista i la preservació de la vida salvatge va tenir un profund impacte en el moviment ecologista, amb la seva ètica ecocèntrica o holística de la terra. Va ser un precursor dels estudis sobre biodiversitat i l'ecologia, i se'l considera el fundador de les ciències de la vida salvatge.

## Joventut
Rand Aldo Leopold va néixer en Burlington, Iowa, l'11 de gener de 1887. El seu pare, Carl Leopold, era un home de negocis que construïa taules de fusta de noguer, i era cosí primer de la seva muller, Clara Starker. El pare d'aquesta, Charles, pare de Clara i oncle de Carl, era un immigrant alemany, educat com a enginyer i arquitecte. El nom de Rand Aldo el va agafar a partir de dos dels socis empresarials del seu pare —C. W. Rand I Aldo Sommers—tot i que finalment va abandonar l'ús de "Rand". El família Leopold estava formada per germans mes joves: Mary Luize, Carl Starker, i Frederic. La llengua materna de Leopold era l'alemany, tot i que dominava l'anglès a una edat molt jove.
Els anys de joventut d'Aldo Leopold els va passar a la vida a l'aire lliure. Carl va portar els seus fills a fer excursions al bosc i va ensenyar al seu fill gran a fer construccions de fusta i a caçar. Aldo va mostrar una gran aptitud per l'observació, comptant i catalogant ocells prop de casa seva. Mary diria més tard del seu germà gran que «era un home que li agradava molt l'aire lliure, fins i tot quan era molt jove. Sempre estava sortint a pujar al voltant de precipicis, baixant al riu o creuant cap al bosc». Va assistir a l'escola Prospect Hill Elementary, on va ser capdavanter a la seva classe i, a continuació va cursar estudis al Burlington High School. Tots els mesos d'agost, la família anava de vacances a Michigan, als boscos de Cheneaux Islands, al Llac Huron, el qual els nens podien explorar.

## Etapa universitària

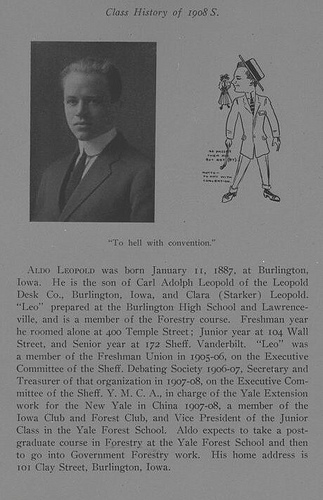
Registre de Leopold a l'anuari Yale Sheffield Scientific School, del 1908

El 1900, Gifford Pinchot, qui havia supervisat la nova Division of Forestry Departament d'Agricultura dels Estats Units, va donar diners a Universitat Yale per començar una de les primeres escoles forestals del país. Havent escoltat aquesta iniciativa, el jove Leopold va decidir cursar estudis de silvicultura per vocació. Els seus pares van acordar deixar-lo assistir a la Lawrenceville School, una universitat preparatòria de Nova Jersey, per millorar les seves possibilitats d'admissió a Yale. El director de la Burlington High School va escriure en una carta de referència al director de Lawrenceville que Leopold era «un dels nous mes compromesos dels que tenim a l'escola ... minuciós en la seva feina .... Amb un caràcter moral que no admet reprovacions». Va arribar a la seva nova escola el gener de 1904, poc abans de complir els 17 anys. Se'l va considerar un estudiant atent, tot i que va tornar a ser atret per la vida a l'aire lliure. Lawrenceville, era una zona eminentment rural i Leopold va dedicar molt de temps a trepitjar la zona i estudiar la seva flora i fauna. Durant un any va estudiar a la Lawrenceville School per ser acceptat a Yale. Com que la Yale School of Forestry només atorgava titulacions de grau, es va matricular primer als cursos preparatoris de silvicultura de la Sheffield Scientific School per als seus estudis de grau. Tot i que Leopold era capaç d'explorar diàriament els boscos i els camps de Lawrenceville, en detriment dels seus estudis, a Yale no va tenir moltes oportunitats de fer-ho. Els seus estudis i compromisos socials van fer que els seus viatges a l'aire lliure fossin mes aviat pocs i distants.

## Carrera
El 1909, Leopold va ser assignat al districte del Forest Service, Districte 3r als territoris d'Arizona i de Nou Mèxic. Al principi, va ser ajudant forestal a l'Apache National Forest a territori d'Arizona. El 1911, va ser transferit al Carson National Forest, al nord de Nou Mèxic. La carrera de Leopold, que el va mantenir a Nou Mèxic fins al 1924, li va permetre desenvolupar el primer pla de gestió integral del Gran Canyó, escrivint el primer manual sobre caça i pesca del Forest Service, i proposant la Gila Wilderness, com la primera àrea natural del sistema de vida salvatge dels Estats Units.
El 5 d'abril de 1923, va ser escollit membre associat (abans era "membre professional") del Boone and Crockett Club, una organització de conservació de flora i fauna fundada per Theodore Roosevelt i George Bird Grinnell.
El 1924, va acceptar el trasllat al U.S. Forest Products Laboratory a Madison, Wisconsin, sent escollit director associat.
El 1933, va ser nomenat professor de Game Mangement al Departament d' Agricultural Economics de la Universitat de Wisconsin, el primer professor de gestió de fauna salvatge.

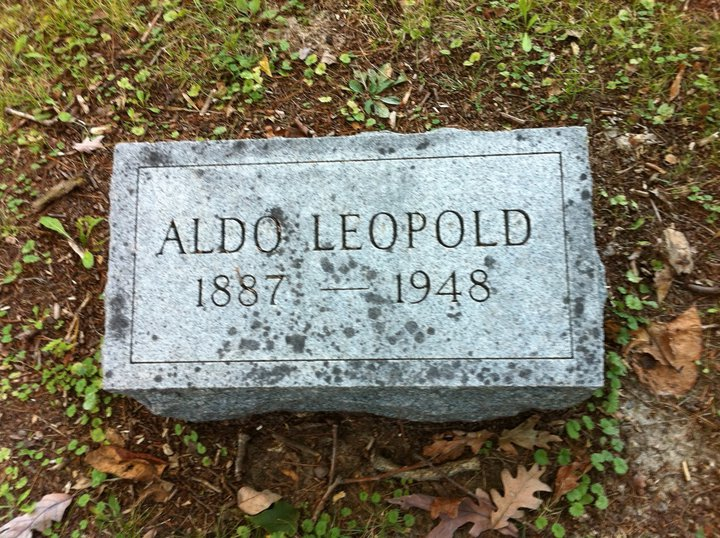
Làpida de Leopold a la seva parcel·la familiar al Cementiri d' Aspen Grove de Burlington, Iowa

Es va casar amb Estella Bergere al nord de Nou Mèxic el 1912 i van tenir cinc fils junts. Vivien en una casa modesta casa de dos pisos prop del campus de UW-Madison. Els seus fills van seguir els seus passos com a professors i naturalistes: Aldo Starker Leopold (1913–1983) com a biòleg de vida salvatge i professor a la UC Berkeley; Luna B. Leopold (1915–2006) va fer carrera com a hidròloga i professora de geologia a UC Berkeley; Nina Leopold Bradley (1917–2011) va exercir com a investigadora i naturalista; Aldo Carl Leopold (1919–2009) va ser fisiòleg vegetal, i va ensenyar a la Purdue University durant 25 anys; i la seva filla Estella Leopold (b. 1927) va ser botànica i conservacionista, i va arribar a tenir el càrrec de professora emèrita a la Universitat de Washington. Avui, la casa de Leopold és una espai oficial de referència de la ciutat de Madison.
Va comprar 80 acres a el sand contry del centre de Wisconsin. La regió, un cop reforestada, havia estat delmada per incdendis forestals i sobreexplotada amb vaques lleteres, que la van deixar estèril. Allà, va posar les seves teories a treballar i, finalment, va escriure el seu best-seller A Sand County Almanac (1949), que al va acabar poc abans de la seva mort. Leopold va morir d'un atac de cor mentre lluitava contra un incendi forestal a la propietat d'un veí.

## Idees
Al principi, Leopold se li va encomanar la missió de caçar i matar ossos, llops, i pumes a Nou Mèxic. Els ramaders locals odiaven aquests depredadors a causa de les pèrdues pel bestiar, però Leopold va venir a respectar i protegir els animals. Va desenvolupar una ètica ambiental que va substituir l'ètica antiga del desert que posava èmfasi en la necessitat del domini de l'home sobre la natura. El seu replantejament va posar en relleu la importància dels depredadors en l'equilibri de la natura, que va conduir al retorn dels ossos i dels pumes a les zones silvestres de Nou Mèxic.
A principis de la dècada de 1920, Leopold va concloure que s'hauria d'adoptar un tipus particular de conservació als boscos nacionals de l'oest americà. Se li va demanar la construcció de carreteres per allotjar la "proliferació de l'automòbil" i les demandes recreatives cada cop més importants que es generaven en sol públic. Va ser el primer a emprar el terme "vida salvatge" per descriure aquesta preservació. Durant les dues dècades següents, va afegir principis ètics i científics a la seva defensa del concepte de natura salvatge. En un assaig que havia escrit, preguntava retòricament, "Quina utilitat tenen quaranta llibertats sense un lloc en blanc al mapa?" Leopold va veure el progrés de la sensibilitat ètica des de les relacions interpersonals, a les relacions amb la societat en general, a les relacions amb la terra, amb una disminució constant de les accions basades en la conveniència, la conquesta i l'interès personal. Així, Leopold va rebutjar l'utilitarisme dels conservacionistes com Theodore Roosevelt.
A la dècada de 1930, Leopold era l'expert més important de la nació en la gestió de la vida salvatge. Va defensar la gestió científica dels hàbitats de la fauna silvestre per part dels propietaris públics i privats, en lloc de dependre dels refugis i les lleis de caça i altres mètodes destinats a protegir determinades espècies per esports de caça. El 1933, el seu llibre Game Management, Lepold definia la gestió de la vida salvatge com "l'art de fer que la terra produeixi cultius anuals de espècies de caça sostenibles per a ús recreatiu" Però, com ha assenyalat Curt Meine, també va considerar que era una tècnica per restaurar i mantenir la diversitat en el medi ambient.
El concepte de "wilderness" (vida salvatge) també va assumir un nou significat. Leopold ja no ho veia com un terreny de caça o recreatiu, sinó com un espai per a una comunitat biòtica saludable, inclosos els llops i els pumes. El 1935, va fundar la Wilderness Societat, dedicada a expandir i protegir les zones silvestres de la nació. Va considerar la societat com "un dels punts cabdals d'una nova actitud: una humilitat intel·ligent de l'home vers la naturalesa" L'escriptora de ciències Connie Barlow diu que Leopold va escriure amb eloqüència des d'una perspectiva que avui es diria com a naturalisme religiós.

## Escrits naturalistes
L'escriptura naturalista de Leopold es caracteritza per la seva senzillesa i sinceritat. Les seves descripcions de diversos entorns naturals, a través de les quals s'havia mogut, o que havia conegut durant molts anys, mostraven una impressionant intimitat amb el que existeix i passa a la natura. Va oferir crítica franca al mal que creia que sovint es feia als sistemes naturals, com la terra, sense cap sentit vers la cultura o la propietat de la societat sobre el territori, difuminant qualsevol sentit d'un sistema natural al qual pertanyen els éssers humans. Va sentir que la seguretat i la prosperitat resultants de la "mecanització", que ara donen temps a les persones per reflexionar sobre la bellesa del medi natural, i per aprendre més sobre el que hi passa. No obstant això, també va escriure: "Teòricament, la mecanització de l'agricultura hauria de tallar les cadenes del granger, però si ho fa realment és discutible"

### A Sand County Almanac
El llibre es va publicar el 1949, poc després de la mort de Leopold mort. Una de les cites més conegudes que aclareix la seva ètica naturalista es,
Una cosa és correcta quan tendeix a preservar la integritat, estabilitat, i bellesa de la comunitat biòtica. És incorrecta quan tendeix al contrari. (p.262) 
El concepte d'una cascada tròfica s'explica en el capítol, "Pensant com una muntanya", en el qual Leopold s'adona que matar un llop depredador té greus implicacions per a la resta de l'ecosistema, una conclusió que va trobar acollida positiva en generacions posteriors:
| «                                     | (anglès) In January 1995 I helped carry the first grey wolf into Yellowstone, where they had been eradicated by federal predator control policy only six decades earlier. Looking through the crates into her eyes, I reflected on how Aldo Leopold once took part in that policy, then eloquently challenged it. By illuminating for us how wolves play a critical role in the whole of creation, he expressed the ethic and the laws which would reintroduce them nearly a half-century after his death.' | (català) El gener de 1995 vaig ajudar a portar el primer llop gris a Yellowstone, on havien estat erradicats per la política federal de control de depredadors només sis dècades abans. Mirant a través de les caixes als seus ulls, vaig reflexionar sobre com Aldo Leopold va participar una vegada en aquesta política i, a continuació, va desafiar-lo amb eloqüència. Fent-nos veure com els llops tenen un paper crític en tota la creació, va expressar l'ètica i les lleis que els reintroduirien gairebé mig segle després de la seva mort.' | » |
| — Bruce Babbitt, Secretari d'Interior | | |   |

### Land Ethic
A "Land Ethic", un capítol en A Sand County Alamanac, Leopold aprofundeix en la conservacionisme dins la secció "The Ecological Conscience" on va escriure: ""La conservació és un estat d'harmonia entre l'home i la terra". Assenyalava que les directrius de conservació en aquell moment es reduïen a: "obeir la llei, votar correctament, adherir-se a algunes organitzacions i practicar la conservació que sigui rendible a cada terra; el govern farà la resta." 
Leopold explicava:
| «                                      | (anglès) The land ethic simply enlarges the boundaries of the community to include soils, waters, plants, and animals, or collectively: the land. This sounds simple: do we not already sing our love for and obligation to the land of the free and the home of the brave? Yes, but just what and whom do we love? Certainly not the soil, which we are sending helter-skelter down river. Certainly not the waters, which we assume have no function except to turn turbines, float barges, and carry off sewage. Certainly not the plants, of which we exterminate whole communities without batting an eye. Certainly not the animals, of which we have already extirpated many of the largest and most beautiful species. A land ethic of course cannot prevent the alteration, management, and use of these 'resources,' but it does affirm their right to continued existence, and, at least in spots, their continued existence in a natural state. In short, a land ethic changes the role of Homo sapiens from conqueror of the land-community to plain member and citizen of it. It implies respect for his fellow-members, and also respect for the community as such.' | (català) L'ètica de la terra simplement amplia els límits de la comunitat per incloure sòls, aigües, plantes i animals, o col·lectivament: la terra. Això sona senzill: no cantem ja el nostre amor i obligació cap a la terra de la llibertat i la casa dels valents? Sí, però, què i a qui estimem? Certament, no el sòl, que enviem atropelladament a través del riu. Certament, no les aigües, que suposem, no tenen cap funció excepte convertir-se en turbines, flotar barcasses i conduir aigües residuals. Certament, no les plantes, de les quals exterminem comunitats senceres sense fer cas. Certament, no els animals, dels quals ja hem extirpat moltes de les espècies més grosses i més boniques. Una ètica de la terra, per descomptat, no pot impedir l'alteració, la gestió i l'ús d'aquests “recursos”, però sí que afirma el seu dret a la seva existència continuada i, almenys, en alguns llocs, la seva existència continuada en estat natural. En definitiva, una ètica de la terra canvia el paper de l'Homo sapiens del conqueridor de la terra-comunitat de la Terra, al membre normal i al ciutadà. Implica el respecte pels seus iguals, i també el respecte per la comunitat.' | » |
| — A Sand and County Almanac p. 243-244 | | |   |

## Llegat
La Fundació Aldo Leopold a Baraboo, Wisconsin, va ser fundada el 1982 per cinc fills d'Aldo i Estella Leopold com a organització de conservació sense ànim de lucre, la missió de la qual es "fomentar l'ètica de la terra a través del llegat d'Aldo Leopold". La Fundació Aldo Leopold gestiona l'original Aldo Leopold Shack and Farm: una granja amb 300 hectàrees circumdants, a més de diverses altres parcel·les. La seva seu central es troba al centre comercial Leopold Green, on es desenvolupen programes de custòdia i educació. La fundació també actua com a defensora de la propietat literària de Leopold, fomenta beques d'estudi sobre Leopold, i serveix de centre d'informació sobre Leopold, la seva obra i les seves idees. Proporciona recursos interpretatius i circuits per a milers de visitants anualment, i distribueix materials didàctics sobre com utilitzar l'obra i les idees de Leopold en matèria d'educació ambiental. Gestiona una pàgina web amb nombrosos recursos impresos. El 2012, en col·laboració amb el United States Forest Service,, la fundació va llançar el primer llargmetratge d'alta definició sobre Leopold, titulat Green Fire: Aldo Leopold and a Land Ethic for Our Time. La pel·lícula es va emetre a les emissores de televisió públiques de tot el país i va guanyar un premi Emmy a la regió del Oest Mitjà en la categoria de documentals.

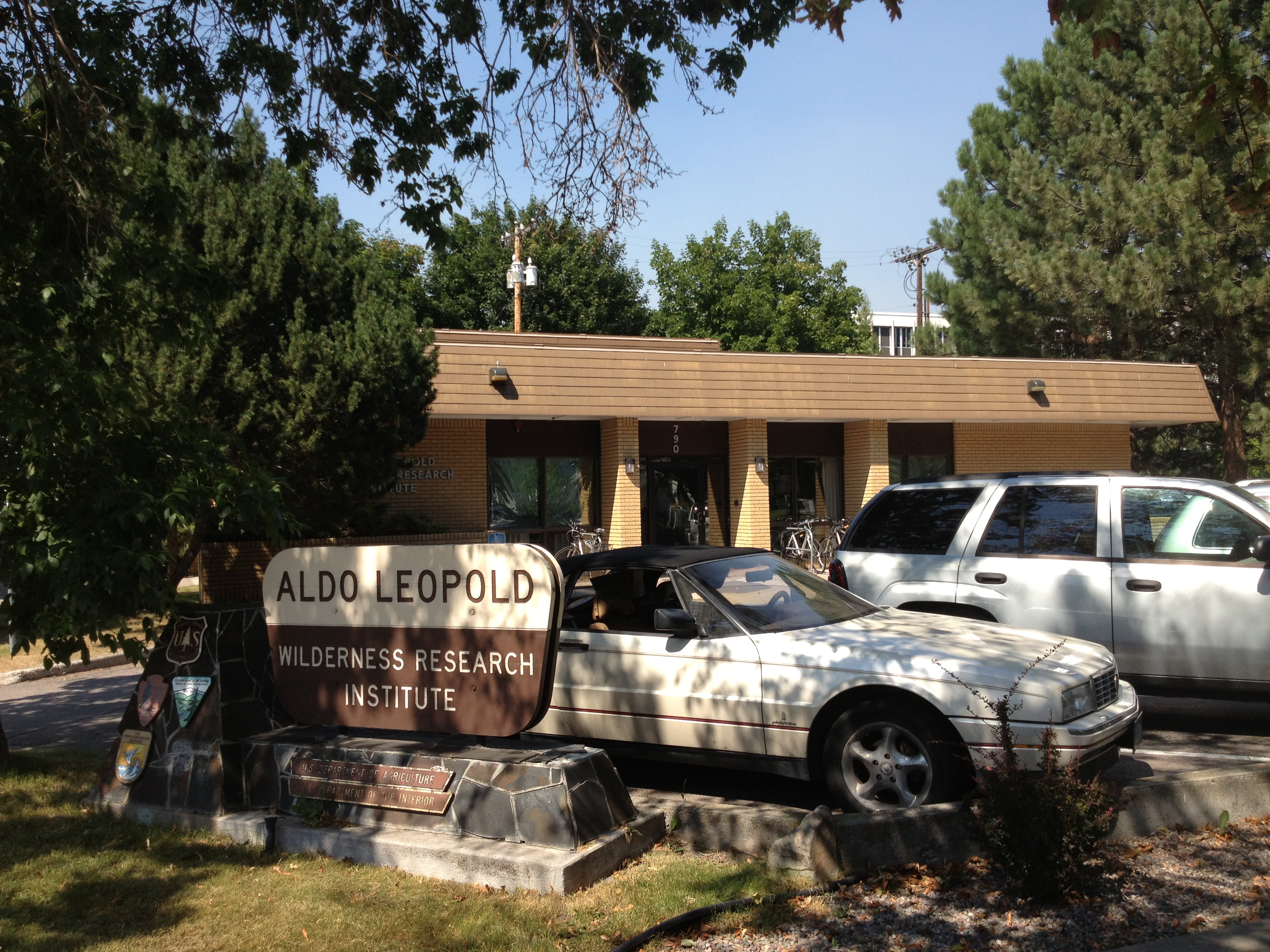
Institut de recerca de vida salvatge Aldo Leopold

Es va nomenar com a' Aldo Leopold Wilderness al bosc nacional Gila National Forest de Nou Mèxic el 1980.
El Leopold Center ofr Sustainable Agriculture es va establir el 1987 a la Iowa State Univeristy a Ames. Va ser nomenat en honor de Leopold. Des de la seva fundació, ha estat pionera en nous usos pràctics d'agrícultura sostenible.
El US Forest Service va fundar l'Aldo Leopold Wilderness Research Institute a la Universitat de Montana, a Missoula el 1993. És "l'únic grup de recerca federal dels Estats Units dedicat al desenvolupament i difusió de coneixements necessaris per millorar la gestió de la vida salvatge, parcs naturals, i àrees protegides".
L'Aldo Leopold Legacy Trail System, es un sistema de 42 rutes estatals a Wisconsin, i va ser creat per l'estat el 2007.
L'organització, el Leopold Heritage Group, "està dedicada a promoure el llegat mundial d'Aldo Leopold a la seva ciutat natal de Burlington, Iowa"

## Obra
- Report on a Game Survey of the North Central States (Madison: SAAMI, 1931)
- Game Management (Nova York: Scribner's, 1933)
- A Sand County Almanac (Nova York: Oxford, 1949)
- Round River: From the Journals of Aldo Leopold (Nova York: Oxford, 1953)
- A Sand County Almanac and Other Writings on Ecology and Conservation (Nova York: Library of America, 2013)